# 平成よっぱらい研究所
『平成よっぱらい研究所』（へいせいよっぱらいけんきゅうじょ）は、二ノ宮知子による日本の漫画。

## 概要
『FEEL YOUNG』（祥伝社）1995年3月号から1996年9月号と、その期間に発行された増刊誌に掲載された。全25話。単行本は、うち24話を抜粋してFEELコミックスから全1巻が発行され、その後、文庫版発行時に完全版として全25話が掲載された。
1話が4ページまたは8ページの読み切り作品で、作者とその周辺の人物を題材にした実録という体裁を取っている。作者自らが「よっぱらい研究所」の所長として登場し、友人らを研究員として、酔っ払った時の様々なエピソード、失敗談、反省などを軽妙に描いている。
親交のある漫画家、おおひなたごうとビリー松本が登場する回もあり、2人がくだらない理由で喧嘩をしたエピソードも明かされている。

## 登場人物
（）表記の名前は文庫版にて改定されたもの
二ノ宮 知子
漫画家兼よっぱらい研究所所長。「まあいいか」が口癖。未成年の頃から酒をがぶ飲みしていた。
もりへー・［本名］森平晶（もりだいらあきら）
よっぱらい研究所研究員。しがないOL。
若林 健次
漫画家。二ノ宮の人生の師匠で二ノ宮を唯一おののかせる人。
田中 あつ子（A子）
研究員。近所の人。二ノ宮のバンドU・F・O・Tのボーカル。
ポンちゃん・［本名］戸田あつお
研究員。U・F・O・Tのメンバー。後に二ノ宮がプロポーズし、二ノ宮家の婿養子となる。
平沢ゆう子（U子）、ベロニータ
研究員。U・F・O・Tのベース。
マドモアゼル・トキ（M）
占い師。著者いわく、推定年齢600歳の魔女。

## 書誌情報
- 『平成よっぱらい研究所』 祥伝社〈FEELコミックス〉、1996年9月7日発行、ISBN 4-396-76155-4
- 『平成よっぱらい研究所　完全版』 祥伝社コミック文庫、2003年4月1日発行、ISBN 4-396-38013-5